# سولون إيرل لو
سولون إيرل لو هو مدرس وسياسي كندي، ولد في 8 يناير 1900 في Cardston ‏ في كندا، وتوفي في 22 ديسمبر 1962 في شيلبي في الولايات المتحدة. نشط حزبياً في ائتمان اجتماعي. وقد انتخب عضو الجمعية التشريعية في ألبرتا ‏ وانتخب عضو مجلس العموم الكندي.